# Chlorophytum macrosporum
Chlorophytum macrosporum är en sparrisväxtart som beskrevs av John Gilbert Baker. Chlorophytum macrosporum ingår i släktet ampelliljor, och familjen sparrisväxter. Inga underarter finns listade i Catalogue of Life.